# Curtiss F11C
Die Curtiss F11C Goshawk war ein trägergestütztes Sturzkampf- und Jagdflugzeug des US-amerikanischen Herstellers Curtiss Aeroplane and Motor Company aus den 1930er Jahren.

## Geschichte
Am 16. April 1932 bestellte die United States Navy zwei Prototypen eines neuen Träger-Jagdflugzeuges unter den Bezeichnungen XF11C-1 und XF11C-2. Die im September 1932 abgelieferte XF11C-1 verwendete die Tragflächen der YP-23. Am 18. Oktober 1932 erteilte die US Navy einen Auftrag über 28 F11C-2, deren Auslieferung im Februar 1933 begann und im Mai des Jahres abgeschlossen wurde.
Das vierte Flugzeug des Bauloses wurde mit einem manuell einziehbaren Fahrwerk ausgerüstet und erhielt zuerst die Bezeichnung XF11C-3, die im März 1934 in XBFC-3 geändert wurde. Zum gleichen Zeitpunkt erhielten auch die F11C-2 die neue Bezeichnung BFC-2.

## Konstruktion
Die F11C-1 war eine Metallkonstruktion mit bespannten Rumpf- und Leitwerksflächen und einem Wright R-1510-98 600 PS-Zweireihen-Sternmotor. Dagegen wurde bei der F11C-2 eine Gemischtbauweise, wobei die hölzernen Tragflächen mit Stoff bespannt waren, eingesetzt. Der Rumpfaufbau entsprach dem der F11C-1. Als Triebwerk diente hier der Einreihen-Sternmotor Wright R-1820-78 mit einer Leistung von 700 PS.

## Varianten

### US Navy

Curtiss XF11C-3 mit Einziehfahrwerk

Varianten und Produktionsziffern nach John Andrade S. 183 und S. 186. Die Missionskennung „BF“ für „Bomber-Fighter“ wurde lediglich von 1934 bis 1937 verwendet. Außer bei der BFC und BF2C wurde sie nur noch für die Boeing BFB eingesetzt. Siehe hierzu auch Missionskennungen der US Navy von 1922 bis 1962
XF11C-1, ab März 1934 XBFC-1 (Model 64)Eine Maschine gebaut (BuNo 9219 oder 9217), die ab Mitte 1934 bei der NACA zur Erprobung von Motorverkleidungen eingesetzt wurde. Im März 1939 nach nur 319,4 Navy-Flugstunden außer Dienst gestellt.
XF11C-2, wurde XBFC-2 (Model 64A)Eine Maschine gebaut, diente als Sturzkampf-Demonstrationsflugzeug für Curtiss (BuNo 9213). Beim Abwurf im Sturzflug wurde die 500-lb-Bombe so geschwenkt, dass der Propeller nicht getroffen werden konnte. Kleinere Bomben konnten unter den Tragflächen mitgeführt werden. Die Maschine stürzte im August 1932 nach 74 Flugstunden ab.
F11C-2, wurde BFC-2Serienmodell, 28 Exemplare gebaut, ab März 1934 ausgeliefert und bei der VF-1B (später in VB-2B und schließlich VB-3 umbenannt, ab Januar 1938 auf der Enterprise bei VB-6) bis Dezember 1938 eingesetzt. Die Kosten für die Zelle betrugen 13.000 US-$ und für das R-1820-Triebwerk 6.242 US-$. Mit der Umbenennung in BFC-2 erfolgten auch Modifikationen, die während des Einsatzes vor Ort durchgeführt wurden. Hierzu gehörten eine neue erhöhte Abdeckung des hinteren Rumpfs zusammen mit einer neuen Haube, die das vorher offene Cockpit nun halb abdeckte.
XF11C-3, wurde F11C-3 und dann XBF2C (Model 67)Ein Exemplar gebaut (BuNo 9269)

### Export
Hawk IUnterschied zur Hawk II war lediglich der kleinere Treibstofftank, 10 Exemplare gebaut
Hawk Ia4 gebaut, darunter die Gulfhawk I (NR982V) für Gulf Oil
Hawk II (Model 65)basierte auf der XF11C-2: 126 Maschinen gebaut, Bolivien (9), Chile (3), China (50), Kolumbien (26), Kuba (4), Deutschland (2), Norwegen (1), Thailand (12), Türkei (19)
Hawk IIIbasierte auf der BF2C-1, 136 gebaut
Hawk IV (Model 79)1 Maschine gebaut mit dem zivilen Kennzeichen NR188M.

### Udets Sturzkampfflugzeuge

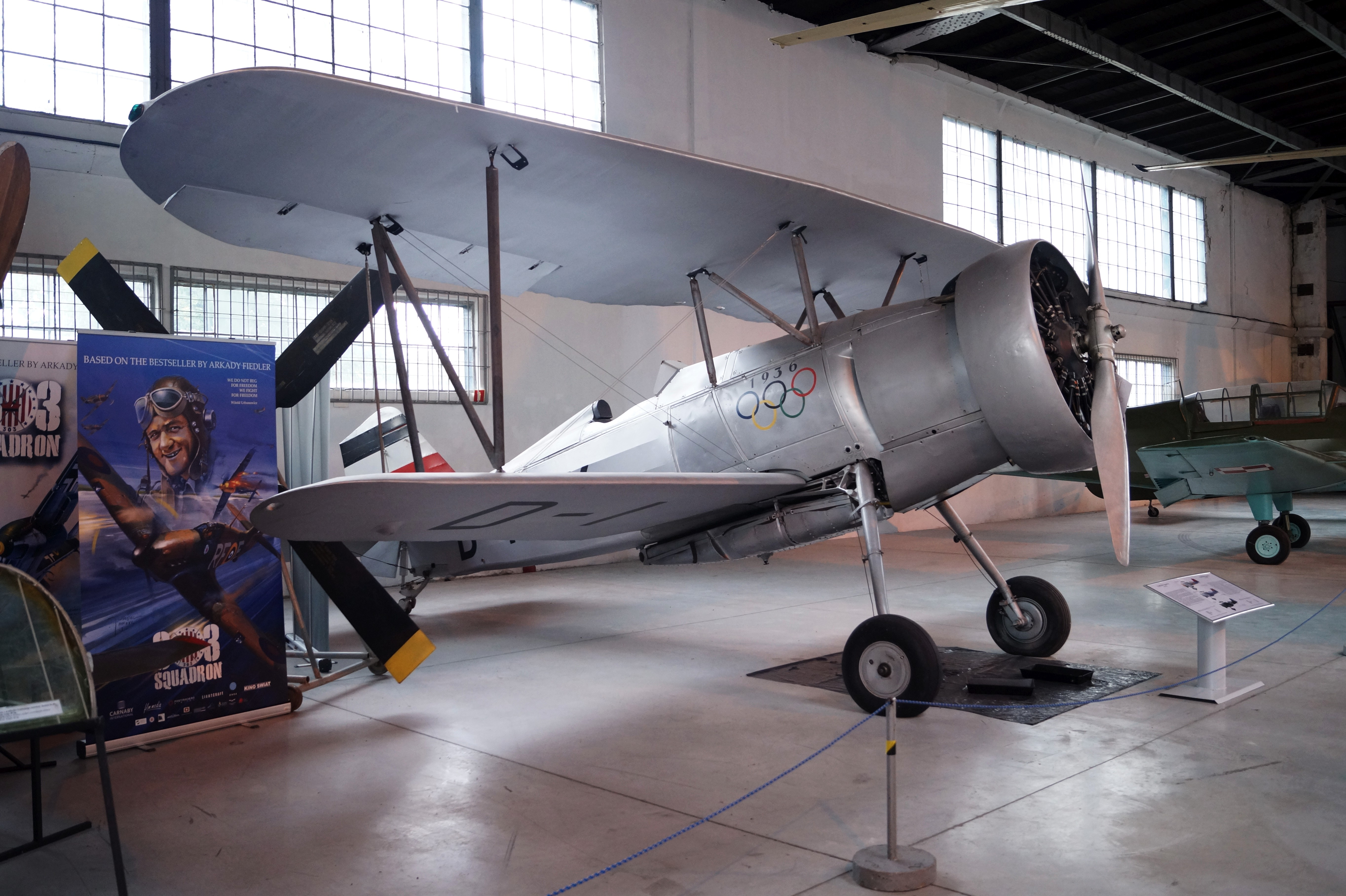
Die D-IRIK ist heute in Krakau ausgestellt.

Die zwei Anfang 1934 nach Deutschland exportierten Maschinen erhielt Ernst Udet, die er für seine Versuche zur Eignung als Sturzkampfflugzeuge und für Kunstflugvorführungen einsetzte. Die Flugzeuge trugen zivile Kennzeichen. Die anfangs als D-3165 zugelassene Maschine erhielt gegen Ende 1934 nach der Systemumstellung das neue Kennzeichen D-IRIS. Sie stürzte am 20. Juni 1934 bei Flugversuchen über dem Flugfeld Tempelhof ab, wobei sich Udet mit dem Fallschirm retten konnte. Die zweite, von Udet danach bei vielen Vorführungen benutzte Maschine wurde als D-IRIK registriert, wobei zusätzlich noch zeitweise die olympischen Ringe am Rumpf aufgemalt waren, um für die 1936 in Berlin stattfindenden Olympischen Sommerspiele zu werben. Gegen Kriegsende wurden Teile der Deutschen Luftfahrtsammlung nach Polen ausgelagert, darunter auch die D-IRIK. Es existieren weltweit noch zwei andere Flugzeuge, eine Hawk III im Royal Thai Air Force Museum und eine BFC-2 im National Museum of Naval Aviation in NAS Pensacola (Florida, USA).

## Technische Daten
| Kenngröße              | F11C-2                                           | Hawk I/II                                                                              |
| ---------------------- | ------------------------------------------------ | -------------------------------------------------------------------------------------- |
| Besatzung              | 1                                                | 1                                                                                      |
| Länge                  | 7,62 m                                           | 8,08 m                                                                                 |
| Spannweite             | 9,60 m                                           | 9,60 m                                                                                 |
| Höhe                   | 3,23 m                                           | 2,97 m                                                                                 |
| Flügelfläche           | 24,34 m²                                         | 24,34 m²                                                                               |
| Leermasse              | 1378 kg                                          | 1317 kg                                                                                |
| Startmasse             | 1869 kg                                          | 1758 kg                                                                                |
| Höchstgeschwindigkeit  | 330 km/h                                         | 301 km/h                                                                               |
| Steigzeit (auf 1525 m) | 2,6 min                                          | k. A.                                                                                  |
| Reichweite             | 901 km                                           | 666 km                                                                                 |
| Triebwerke             | ein Wright R-1820-78 Cyclone mit 700 PS (515 kW) | ein Wright R-1820F-3 Cyclone mit 710 PS (522 kW), 356 l Treibstoffvorrat/Hawk I: 236 l |